# Uvaria ambongoensis
Uvaria ambongoensis là loài thực vật có hoa thuộc họ Na. Loài này được (Baill.) Diels miêu tả khoa học đầu tiên năm 1925.